# Стејси Стрит (Флорида)
Стејси Стрит (енгл. Stacey Street) насељено је место без административног статуса у америчкој савезној држави Флорида.

## Демографија
По попису из 2010. године број становника је 858, што је 100 (-10,4%) становника мање него 2000. године.
| Група             | 2000.       | 2010.       |
| Белци             | 140 (14,6%) | 70 (8,2%)   |
| Афроамериканци    | 484 (50,5%) | 357 (41,6%) |
| Азијати           | 6 (0,6%)    | 5 (0,6%)    |
| Хиспаноамериканци | 325 (33,9%) | 422 (49,2%) |
| Укупно            | 958         | 858         |